# Atalanta Bergamasca Calcio 2019-2020
Questa voce raccoglie le informazioni riguardanti l'Atalanta Bergamasca Calcio nelle competizioni ufficiali della stagione 2019-2020.

## Stagione

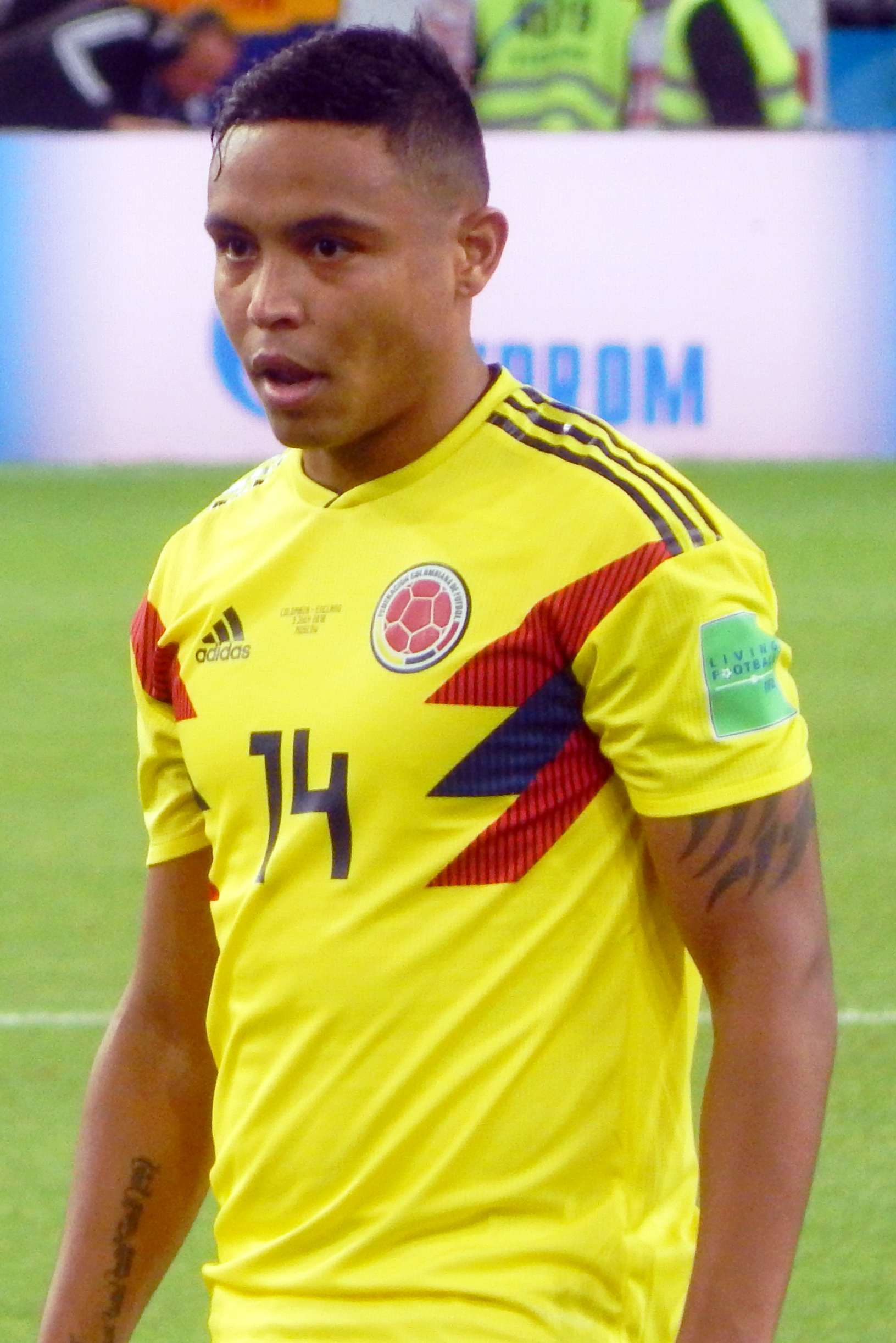
L'attaccante colombiano Luis Muriel è il principale rinforzo di mercato

La stagione 2019-2020 coincide col debutto dell'Atalanta in Champions League, circostanza dovuta al terzo posto nel campionato precedente; per disputare gli incontri casalinghi della massima competizione europea, gli orobici scendono in campo al Meazza di Milano.
In campionato (dove la squadra gioca le partite interne al Tardini di Parma fino alla 4ª giornata per l'iniziale indisponibilità del Gewiss Stadium di Bergamo), la Dea si segnala per un buon rendimento, che vale il terzo posto nel mese di settembre. Tuttavia è più complicato il percorso continentale, dove i nerazzurri – penalizzati dall'inesperienza in tale ambito – subiscono tre sconfitte consecutive alle prime tre giornate e pongono così a rischio la qualificazione; nonostante ciò, l'Atalanta riesce clamorosamente a ribaltare i pronostici e, dopo aver pareggiato contro gli inglesi del Manchester City e dopo aver battuto le altre due concorrenti del girone (Dinamo Zagabria e Šachtar), si qualifica agli ottavi di finale: nella storia della manifestazione con la formula attuale l'Atalanta diventa la seconda squadra europea (dietro al Newcastle Utd) a superare un girone di Champions League dopo aver perso le prime tre partite e la prima a qualificarsi agli ottavi di finale in questa modalità (infatti nell'edizione 2002-2003 l'impresa del Newcastle Utd fu valida per la qualificazione alla seconda fase a gironi), ma soprattutto l'undicesima nel continente a raggiungere la fase a eliminazione diretta del torneo da esordiente e la sesta a raggiungere gli ottavi di finale nello specifico in tal modo. 
La squadra di Gasperini riesce anche a qualificarsi ai quarti di finale eliminando agli ottavi il Valencia con un risultato complessivo di 8-4 (vittoria per 4-1 all'andata al San Siro e per 4-3 al ritorno al Mestalla, quest'ultima con poker di Iličić), dunque nelle edizioni del torneo con la formula attuale: 
- la Dea diventa la quarta squadra europea (dietro a Villarreal, Malaga e Leicester City, in ordine) e la prima italiana a raggiungere tale fase del torneo alla prima partecipazione da quando è prevista la disputa degli ottavi di finale (se invece si considerano anche le edizioni senza gli ottavi di finale, è la nona squadra europea e la seconda italiana, dietro alla Lazio, in questo contesto);[15]
- Iličić diventa, grazie ai quattro gol segnati nella partita di ritorno, il quattordicesimo giocatore (oppure il quarto limitandosi alle partite della fase a eliminazione diretta o addirittura il primo considerando solamente le partite in trasferta di questa fase del torneo) e il più anziano (32 anni e 41 giorni) ad aver segnato più di tre reti in una singola partita.[16]

Perlopiù, il successo conseguito nella partita di andata rende l'Atalanta la terza squadra (alle spalle del Manchester Utd e dello stesso Valencia cronologicamente) ad aver segnato più di tre gol nella sua prima partita della fase a eliminazione diretta della Champions League. 
Al contrario, termina subito il cammino in Coppa Italia, dove gli orobici vengono eliminati agli ottavi di finale dalla nuova Fiorentina di Giuseppe Iachini, in seguito alla sconfitta per 2-1 patita all'Artemio Franchi.
Alla ripresa del campionato, interrotto per circa tre mesi (da marzo a giugno) a causa dell'emergenza di Coronavirus, l'Atalanta migliora il suo massimo numero di goal segnati in occasione del successo per 3-2 contro l'Udinese il 28 giugno 2020 e, grazie a nove vittorie consecutive, consolida il quarto posto in classifica. Il successivo 15 luglio, in seguito al successo per 6-2 nel derby contro il Brescia, la squadra raggiunge quota ventuno vittorie e uguaglia il proprio record di successi risalente al campionato 2016-2017. All'ultima giornata l'Atalanta resta in lotta con l'Inter per il secondo posto, ma perde per 2-0 lo scontro diretto casalingo e termina un campionato eccellente al terzo posto con un record di 78 punti, di cui 43 solo nel girone di ritorno; in particolare, limitandosi ai campionati nazionali, la Dea si conferma il secondo attacco migliore d'Europa grazie alle 98 reti segnate in Serie A (solamente il Bayern Monaco ne ha segnate di più in questo contesto, ossia 100).
Il 12 agosto 2020 viene eliminata ai quarti di finale della Champions League (in gara unica e in campo neutro, stando al cambio di formula stagionale dovuto alla pandemia) dal PSG, in seguito alla sconfitta per 2-1.

## Divise e sponsor

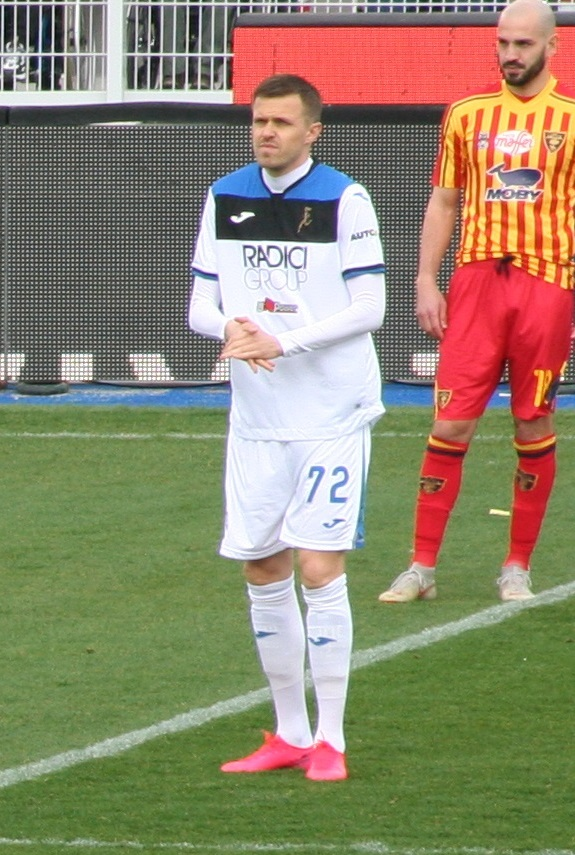
Josip Iličić, migliore marcatore della stagione, con indosso la seconda divisa.

Il fornitore tecnico per la stagione 2019-2020 è Joma; sponsor principali sono Radici Group (main sponsor), U-Power (co-sponsor), Gewiss (back sponsor) e Automha (sleeve sponsor).
| Casa | Trasferta | Terza | Xmas Match |

## Organigramma societario
Area direttiva
- Presidente: Antonio Percassi
- Amministratore delegato: Luca Percassi
- Consiglieri: Stefano Percassi, Matteo Percassi, Isidoro Fratus, Marino Lazzarini, Maurizio Radici, Roberto Selini, Mario Volpi
- Collegio sindacale: Giambattista Negretti (Presidente), Pierluigi Paris (Sindaco Effettivo), Alessandro Michetti (Sindaco Effettivo)
- Organismo di vigilanza: Marco De Cristofaro (Presidente), Diego Fratus, Pietro Minaudo

Area organizzativa
- Direttore generale: Umberto Marino
- Direttore operativo: Roberto Spagnolo
- Direttore Amministrazione, Controllo e Finanza: Valentino Pasqualato
- Segretario generale: Marco Semprini
- Team manager: Mirco Moioli
- Responsabile del Servizio di Prevenzione e Protezione: Massimiliano Merelli
- Delegato Sicurezza Stadio: Marco Colosio
- Coordinatore Area Biglietteria-Slo: Marco Malvestiti

Area comunicazione e marketing
- Responsabile comunicazione: Elisa Persico
- Addetto Stampa: Andrea Lazzaroni
- Direttore marketing: Romano Zanforlin
- Marketing Supervisor: Antonio Bisanti
- Licensing manager: Sara Basile
- Supporter Liaison Officer: Riccardo Monti

Area tecnica
- Responsabile Area Tecnica: Giovanni Sartori
- Direttore sportivo: Gabriele Zamagna
- Allenatore: Gian Piero Gasperini
- Allenatore in seconda: Tullio Gritti
- Collaboratore tecnici: Mauro Fumagalli
- Preparatori atletici: Domenico Borelli, Luca Trucchi, Gabriele Boccolini, Andrea Riboli
- Preparatore dei portieri: Massimo Biffi

Area sanitaria
- Responsabile sanitario: Paolo Amaddeo
- Medico sociale: Marco Bruzzone
- Fisioterapisti: Simone Campanini, Marcello Ginami, Alessio Gurioni, Michele Locatelli

Staff
- Magazzinieri: Isidoro Arrigoni, Nadia Donnini, Luca Tasca

## Rosa
| N. |                        | Ruolo | Calciatore                   |
| -- | ---------------------- | ----- | ---------------------------- |
| 2  | Brasile (bandiera)     | D     | Rafael Tolói (vice capitano) |
| 3  | Italia (bandiera)      | D     | Mattia Caldara               |
| 4  | Italia (bandiera)      | C     | Luca Valzania                |
| 4  | Danimarca (bandiera)   | D     | Simon Kjær                   |
| 4  | Croazia (bandiera)     | D     | Boško Šutalo                 |
| 5  | Italia (bandiera)      | D     | Andrea Masiello              |
| 5  | Camerun (bandiera)     | C     | Adrien Tameze                |
| 6  | Argentina (bandiera)   | D     | José Luis Palomino           |
| 7  | Polonia (bandiera)     | D     | Arkadiusz Reca               |
| 7  | Germania (bandiera)    | D     | Lennart Czyborra             |
| 8  | Germania (bandiera)    | D     | Robin Gosens                 |
| 9  | Colombia (bandiera)    | A     | Luis Muriel                  |
| 10 | Argentina (bandiera)   | A     | Alejandro Gómez (capitano)   |
| 11 | Svizzera (bandiera)    | C     | Remo Freuler                 |
| 13 | Brasile (bandiera)     | D     | Guilherme Arana              |
| 15 | Paesi Bassi (bandiera) | C     | Marten de Roon               |
| 17 | Italia (bandiera)      | A     | Roberto Piccoli              |
| 18 | Ucraina (bandiera)     | C     | Ruslan Malinovs'kyj          |

| N. |                           | Ruolo | Calciatore        |
| -- | ------------------------- | ----- | ----------------- |
| 19 | Albania (bandiera)        | D     | Berat Djimsiti    |
| 20 | Italia (bandiera)         | C     | Jacopo Da Riva    |
| 21 | Belgio (bandiera)         | D     | Timothy Castagne  |
| 22 | Italia (bandiera)         | C     | Matteo Pessina    |
| 22 | Italia (bandiera)         | D     | Raoul Bellanova   |
| 30 | Italia (bandiera)         | D     | Marco Varnier     |
| 31 | Italia (bandiera)         | P     | Francesco Rossi   |
| 33 | Paesi Bassi (bandiera)    | D     | Hans Hateboer     |
| 37 | Slovacchia (bandiera)     | D     | Martin Škrtel     |
| 41 | Brasile (bandiera)        | D     | Roger Ibañez      |
| 57 | Italia (bandiera)         | P     | Marco Sportiello  |
| 72 | Slovenia (bandiera)       | A     | Josip Iličič      |
| 79 | Costa d'Avorio (bandiera) | A     | Amad Diallo       |
| 88 | Croazia (bandiera)        | C     | Mario Pašalić     |
| 90 | Gambia (bandiera)         | A     | Ebrima Colley     |
| 91 | Colombia (bandiera)       | A     | Duván Zapata      |
| 95 | Italia (bandiera)         | P     | Pierluigi Gollini |
| 99 | Gambia (bandiera)         | A     | Musa Barrow       |

## Calciomercato

### Sessione estiva(dal 01/07 al 02/09)
| Acquisti         | Acquisti              | Acquisti       | Acquisti                          |
| R.               | Nome                  | da             | Modalità                          |
| ---------------- | --------------------- | -------------- | --------------------------------- |
| P                | Boris Radunović       | Cremonese      | fine prestito                     |
| P                | Marco Sportiello      | Frosinone      | fine prestito                     |
| D                | Guilherme Arana       | Siviglia       | prestito                          |
| D                | Simon Kjær            | Siviglia       | prestito                          |
| D                | Anton Krešić          | Carpi          | fine prestito                     |
| D                | Federico Mattiello    | Bologna        | fine prestito                     |
| D                | Martin Škrtel         |                | svincolato                        |
| D                | Emanuele Suagher      | Carpi          | fine prestito                     |
| D                | Marco Varnier         | Cittadella     | riscatto cartellino (5 milioni €) |
| C                | Marco D'Alessandro    | Udinese        | fine prestito                     |
| C                | Nicolò Fazzi          | Livorno        | fine prestito                     |
| C                | Nicolas Haas          | Palermo        | fine prestito                     |
| C                | Ruslan Malinovs'kyj   | Genk           | definitivo (13,7 milioni €)       |
| C                | Filippo Melegoni      | Pescara        | fine prestito                     |
| C                | Mario Pašalić         | Chelsea        | rinnovo prestito (1 milione €)    |
| C                | Luca Valzania         | Frosinone      | fine prestito                     |
| A                | Christian Capone      | Pescara        | fine prestito                     |
| A                | Andreas Cornelius     | Bordeaux       | fine prestito                     |
| A                | Emmanuel Latte Lath   | Carrarese      | fine prestito                     |
| A                | Gaetano Monachello    | Pescara        | fine prestito                     |
| A                | Luis Muriel           | Siviglia       | definitivo (20,1 milioni €)       |
| A                | Marco Tumminello      | Lecce          | fine prestito                     |
| A                | Luca Vido             | Perugia        | fine prestito                     |
| Altre operazioni |                       |                |                                   |
| R.               | Nome                  | da             | Modalità                          |
| P                | Stefano Mazzini       | Carrarese      | fine prestito                     |
| P                | Alessandro Santopadre | Paganese       | fine prestito                     |
| P                | Roberto Taliento      | Giana Erminio  | fine prestito                     |
| P                | Alessandro Turrin     | Imolese        | fine prestito                     |
| D                | Alberto Alari         | Carrarese      | fine prestito                     |
| D                | Patrick Asmah         | Senica         | fine prestito                     |
| D                | Alberto Carminati     | Rezzato        | fine prestito                     |
| D                | Alberto Dossena       | Pistoiese      | fine prestito                     |
| D                | Fabio Eguelfi         | Livorno        | fine prestito                     |
| D                | Alessandro Eleuteri   | Ravenna        | fine prestito                     |
| D                | Riccardo Gatti        | Monopoli       | fine prestito                     |
| D                | Stefano Marchetti     | Rimini         | fine prestito                     |
| D                | Lorenzo Migliorelli   | Virtus Entella | fine prestito                     |
| D                | Christian Mora        | Pro Patria     | fine prestito                     |
| D                | Matteo Salvi          | SPAL           | fine prestito                     |
| D                | Mbaye Seck            | Giana Erminio  | fine prestito                     |
| D                | Tommaso Tentoni       | Alessandria    | fine prestito                     |
| D                | Eyob Zambataro        | Padova         | fine prestito                     |
| D                | Enrico Zanoni         | Modena         | fine prestito                     |
| C                | Isnik Alimi           | Rimini         | fine prestito                     |
| C                | Davide Agazzi         | Livorno        | fine prestito                     |
| C                | Thomas Bolis          | Triestina      | fine prestito                     |
| C                | Riccardo Burgio       | Inter          | definitivo (1.5 milioni €)        |
| C                | Federico Chiossi      | Siena          | fine prestito                     |
| C                | Nicolas La Vigna      | Pontedera      | fine prestito                     |
| C                | Denis Hergheligiu     | Feralpisalò    | fine prestito                     |
| C                | Alessandro Mallamo    | Novara         | fine prestito                     |
| C                | Mario Pugliese        | Cavese         | fine prestito                     |
| C                | Roberto Ranieri       | Imolese        | fine prestito                     |
| C                | Tiziano Tulissi       | Reggina        | fine prestito                     |
| A                | Modou Badjie          | Rimini         | fine prestito                     |
| A                | Aimone Calì           |                | svincolato                        |
| A                | Gabriel Lunetta       | Südtirol       | fine prestito                     |
| A                | Doudou Mangni         | Monopoli       | ricompra                          |
| A                | Simone Mazzocchi      | Südtirol       | fine prestito                     |
| A                | Rilind Nivokazi       | Bologna        | fine prestito                     |
| A                | Giacomo Parigi        | Paganese       | fine prestito                     |

| Cessioni         | Cessioni              | Cessioni    | Cessioni                           |
| R.               | Nome                  | a           | Modalità                           |
| ---------------- | --------------------- | ----------- | ---------------------------------- |
| P                | Etrit Berisha         | SPAL        | prestito                           |
| P                | Boris Radunović       | Verona      | prestito                           |
| D                | Ali Adnan Kadhim      | Udinese     | fine prestito                      |
| D                | Alberto Almici        | Verona      | riscatto cartellino (500.000 €)    |
| D                | Enrico Del Prato      | Livorno     | prestito                           |
| D                | Anton Krešić          | Padova      | prestito                           |
| D                | Gianluca Mancini      | Roma        | prestito                           |
| D                | Federico Mattiello    | Cagliari    | prestito                           |
| D                | Arkadiusz Reca        | SPAL        | prestito                           |
| D                | Martin Škrtel         |             | svincolato                         |
| D                | Emanuele Suagher      |             | svincolato                         |
| D                | Marco Varnier         | Pisa        | prestito                           |
| C                | Marco Carraro         | Perugia     | rinnovo prestito                   |
| C                | Bryan Cristante       | Roma        | riscatto cartellino (21 milioni €) |
| C                | Marco D'Alessandro    | SPAL        | prestito                           |
| C                | Nicolò Fazzi          | Padova      | definitivo                         |
| C                | Nicolas Haas          | Frosinone   | prestito                           |
| C                | Franck Kessié         | Milan       | riscatto cartellino (24 milioni €) |
| C                | Matteo Pessina        | Verona      | prestito                           |
| C                | Luca Valzania         | Cremonese   | prestito                           |
| A                | Christian Capone      | Perugia     | prestito                           |
| A                | Andreas Cornelius     | Parma       | prestito                           |
| A                | Dejan Kulusevski      | Parma       | prestito                           |
| A                | Emmanuel Latte Lath   | Imolese     | prestito                           |
| A                | Gaetano Monachello    | Pordenone   | prestito                           |
| A                | Andrea Petagna        | SPAL        | riscatto cartellino (12 milioni €) |
| A                | Marco Tumminello      | Pescara     | prestito                           |
| A                | Luca Vido             | Crotone     | prestito                           |
| Altre operazioni |                       |             |                                    |
| R.               | Nome                  | a           | Modalità                           |
| P                | Lorenzo Avogadri      | Sampdoria   | prestito                           |
| P                | Stefano Mazzini       | Pontedera   | prestito                           |
| P                | Alessandro Santopadre | Paganese    | prestito                           |
| P                | Roberto Taliento      | Südtirol    | prestito                           |
| P                | Luca Zanotti          | Como        | definitivo                         |
| D                | Alberto Alari         | Südtirol    | prestito                           |
| D                | Andrea Boffelli       | Pro Patria  | rinnovo prestito                   |
| D                | Alberto Dossena       | Alessandria | prestito                           |
| D                | Fabio Eguelfi         | Frosinone   | prestito                           |
| D                | Alessandro Eleuteri   | Feralpisalò | prestito                           |
| D                | Riccardo Gatti        | Fano        | prestito                           |
| D                | Stefano Marchetti     | Renate      | prestito                           |
| D                | Lorenzo Migliorelli   | Siena       | prestito                           |
| D                | Christian Mora        | Cittadella  | prestito                           |
| D                | Matteo Salvi          | Pontedera   | prestito                           |
| D                | Tommaso Tentoni       |             | svincolato                         |
| D                | Enrico Zanoni         | Gubbio      | prestito                           |
| D                | Nadir Zortea          | Cremonese   | prestito                           |
| C                | Isnik Alimi           | Imolese     | prestito                           |
| C                | Andrea Colpani        | Trapani     | prestito                           |
| C                | Thomas Bolis          | Piacenza    | prestito                           |
| C                | Alessandro Mallamo    | Juve Stabia | prestito                           |
| C                | Simone Isacco         | Fermana     | definitivo                         |
| C                | Mario Pugliese        | Vibonese    | definitivo                         |
| C                | Willy Ta Bi           | Pescara     | prestito                           |
| C                | Tiziano Tulissi       | Modena      | prestito                           |
| A                | Aimone Calì           | Catanzaro   | prestito                           |
| A                | Salvatore Elia        | Juve Stabia | rinnovo prestito                   |
| A                | Gabriel Lunetta       | Reggiana    | prestito                           |
| A                | Doudou Mangni         | Catanzaro   | definitivo                         |
| A                | Simone Mazzocchi      | Südtirol    | definitivo                         |
| A                | Rilind Nivokazi       | Lecco       | prestito                           |
| A                | Giacomo Parigi        | Olbia       | definitivo                         |

### Sessione invernale(dal 02/01 al 31/01)
| Acquisti         | Acquisti            | Acquisti        | Acquisti                           |
| R.               | Nome                | da              | Modalità                           |
| ---------------- | ------------------- | --------------- | ---------------------------------- |
| D                | Raoul Bellanova     | Bordeaux        | prestito                           |
| D                | Mattia Caldara      | Milan           | prestito                           |
| D                | Lennart Czyborra    | Heracles Almelo | definitivo (4,5 milioni €)         |
| D                | Boško Šutalo        | Osijek          | definitivo (5 milioni €)           |
| C                | João Schmidt        | Nagoya Grampus  | fine prestito                      |
| C                | Adrien Tameze       | Nizza           | prestito                           |
| A                | Dejan Kulusevski    | Parma           | fine prestito                      |
| A                | Gaetano Monachello  | Pordenone       | fine prestito                      |
| A                | Luca Vido           | Crotone         | fine prestito                      |
| A                | Duván Zapata        | Sampdoria       | riscatto cartellino (14 milioni €) |
| Altre operazioni |                     |                 |                                    |
| R.               | Nome                | da              | Modalità                           |
| P                | Stefano Mazzini     | Pontedera       | fine prestito                      |
| D                | Fabio Eguelfi       | Frosinone       | fine prestito                      |
| D                | Alessandro Eleuteri | Feralpisalò     | fine prestito                      |
| A                | Aimone Calì         | Catanzaro       | fine prestito                      |

| Cessioni         | Cessioni            | Cessioni    | Cessioni                   |
| R.               | Nome                | a           | Modalità                   |
| ---------------- | ------------------- | ----------- | -------------------------- |
| D                | Guilherme Arana     | Siviglia    | fine prestito              |
| D                | Roger Ibañez        | Roma        | prestito                   |
| D                | Simon Kjær          | Siviglia    | fine prestito              |
| D                | Andrea Masiello     | Genoa       | definitivo (2,5 milioni €) |
| A                | Musa Barrow         | Bologna     | prestito                   |
| A                | Dejan Kulusevski    | Juventus    | definitivo (35 milioni €)  |
| A                | Gaetano Monachello  | Venezia     | prestito                   |
| A                | Luca Vido           | Pisa        | prestito                   |
| Altre operazioni |                     |             |                            |
| R.               | Nome                | a           | Modalità                   |
| P                | Stefano Mazzini     | Piacenza    | prestito                   |
| D                | Fabio Eguelfi       | Feralpisalò | prestito                   |
| D                | Alessandro Eleuteri | Alessandria | prestito                   |
| D                | Eyob Zambataro      | Ravenna     | prestito                   |
| D                | Mbaye Seck          | Brusaporto  | prestito                   |

## Risultati

### Serie A

#### Girone d'andata
| Arbitro: | Manganiello (Pinerolo) |

|                             |           |                            |
| Di Francesco 7’ Petagna 27’ | Marcatori | 34’ Gosens 71’, 76’ Muriel |

| Arbitro: | Doveri (Roma) |

|                    |           |                                     |
| D. Zapata 38’, 54’ | Marcatori | 24’ Bonifazi 57’ Berenguer 66’ Izzo |

| Arbitro: | Fabbri (Ravenna) |

|                       |           |                                   |
| Criscito 90+1’ (rig.) | Marcatori | 64’ (rig.) Muriel 90+5’ D. Zapata |

| Arbitro: | Orsato (Schio) |

|                           |           |                                |
| Iličić 84’ Castagne 90+5’ | Marcatori | 24’ (aut.) Palomino 66’ Ribéry |

| Arbitro: | Irrati (Pistoia) |

|  |           |                           |
|  | Marcatori | 71’ D. Zapata 90’ de Roon |

| Arbitro: | Valeri (Roma) |

|            |           |                                        |
| Defrel 62’ | Marcatori | 6’, 29’ Gómez 13’ Gosens 35’ D. Zapata |

| Arbitro: | Di Bello (Brindisi) |

|                                    |           |             |
| D. Zapata 35’ Gómez 40’ Gosens 56’ | Marcatori | 86’ Lucioni |

| Arbitro: | Rocchi (Firenze) |

|                                              |           |                           |
| Immobile 69’ (rig.), 90+3’ (rig.) Correa 70’ | Marcatori | 23’, 28’ Muriel 37’ Gómez |

| Arbitro: | Maresca (Napoli) |

|                                                                           |           |           |
| Iličić 21’, 43’ Muriel 35’ (rig.), 48’, 75’ (rig.) Pašalić 52’ Diallo 83’ | Marcatori | 12’ Okaka |

| Arbitro: | Giacomelli (Trieste) |

|                          |           |                        |
| Maksimović 16’ Milik 71’ | Marcatori | 41’ Freuler 86’ Iličić |

| Arbitro: | Abisso (Palermo) |

|  |           |                              |
|  | Marcatori | 32’ (aut.) Pašalić 58’ Oliva |

| Genova 10 novembre 2019, ore 15:00 CET 12ª giornata | Sampdoria        | 0 – 0 referto | Atalanta | Stadio Luigi Ferraris (19.799 spett.)\| Arbitro: \| Irrati (Pistoia) \| |
| Arbitro:                                            | Irrati (Pistoia) |               |          |                                                                         |

| Arbitro: | Rocchi (Firenze) |

|            |           |                               |
| Gosens 56’ | Marcatori | 74’, 82’ Higuaín 90+2’ Dybala |

| Arbitro: | Doveri (Roma) |

|  |           |                               |
|  | Marcatori | 26’, 61’ Pašalić 90+3’ Iličič |

| Arbitro: | Valeri (Roma) |

|                                                   |           |                     |
| Malinovs'kyj 44’ Muriel 64’ (rig.) Djimsiti 90+3’ | Marcatori | 23’, 57’ Di Carmine |

| Arbitro: | Massa (Imperia) |

|                         |           |                  |
| Palacio 12’ A. Poli 53’ | Marcatori | 60’ Malinovs'kyj |

| Arbitro: | La Penna (Roma) |

|                                                  |           |  |
| Gómez 10’ Pašalić 61’ Iličič 63’, 72’ Muriel 84’ | Marcatori |  |

| Arbitro: | Pasqua (Tivoli) |

|                                                  |           |  |
| Gómez 11’ Freuler 34’ Gosens 43’ Iličič 60’, 71’ | Marcatori |  |

| Arbitro: | Rocchi (Firenze) |

|             |           |            |
| Martínez 4’ | Marcatori | 75’ Gosens |

#### Girone di ritorno
| Arbitro: | La Penna (Roma) |

|            |           |                        |
| Iličič 16’ | Marcatori | 54’ Petagna 60’ Valoti |

| Arbitro: | Guida (Torre Annunziata) |

|  |           |                                                                               |
|  | Marcatori | 17’, 53’, 54’ Iličič 29’ Gosens 45+1’ (rig.) D. Zapata 86’ (rig.), 88’ Muriel |

| Arbitro: | Massa (Imperia) |

|                      |           |                                  |
| Tolói 13’ Iličič 35’ | Marcatori | 19’ (rig.) Criscito 33’ Sanabria |

| Arbitro: | Mariani (Aprilia) |

|            |           |                                |
| Chiesa 32’ | Marcatori | 49’ D. Zapata 72’ Malinovs'kyj |

| Arbitro: | Orsato (Schio) |

|                          |           |           |
| Palomino 50’ Pašalić 59’ | Marcatori | 45’ Džeko |

| Arbitro: | Chiffi (Padova) |

|                                                     |           |                |
| Djimsiti 16’ D. Zapata 31’, 66’ Bourabia 37’ (aut.) | Marcatori | 90+2’ Bourabia |

| Arbitro: | Massa (Imperia) |

|                         |           |                                                                                    |
| Saponara 29’ Donati 40’ | Marcatori | 17’ (aut.) Donati 22’, 54’, 62’ D. Zapata 47’ Iličič 89’ Muriel 90+2’ Malinovs'kyj |

| Arbitro: | Orsato (Schio) |

|                                          |           |                                        |
| Gosens 38’ Malinovs'kyj 66’ Palomino 80’ | Marcatori | 5’ (aut.) de Roon 11’ Milinković-Savić |

| Arbitro: | Di Bello (Brindisi) |

|                  |           |                              |
| Lasagna 31’, 87’ | Marcatori | 9’ D. Zapata 71’, 79’ Muriel |

| Arbitro: | Doveri (Roma) |

|                        |           |  |
| Pašalić 47’ Gosens 55’ | Marcatori |  |

| Arbitro: | La Penna (Roma) |

|  |           |                   |
|  | Marcatori | 27’ (rig.) Muriel |

| Arbitro: | Giua (Olbia) |

|                      |           |  |
| Toloi 75’ Muriel 85’ | Marcatori |  |

| Arbitro: | Giacomelli (Trieste) |

|                                |           |                                |
| Ronaldo 55’ (rig.), 90’ (rig.) | Marcatori | 16’ D. Zapata 81’ Malinovs'kyj |

| Arbitro: | Manganiello (Pinerolo) |

|                                                              |           |                           |
| Pašalić 2’, 55’, 58’ De Roon 25’ Malinovs'kyj 28’ Zapata 30’ | Marcatori | 8’ Torregrossa 83’ Špalek |

| Arbitro: | Abisso (Palermo) |

|             |           |               |
| Pessina 59’ | Marcatori | 50’ D. Zapata |

| Arbitro: | La Penna (Roma) |

|            |           |  |
| Muriel 62’ | Marcatori |  |

| Arbitro: | Doveri (Roma 1) |

|                |           |               |
| Çalhanoğlu 14’ | Marcatori | 34’ D. Zapata |

| Arbitro: | Pairetto (Nichelino) |

|                |           |                            |
| Kulusevski 43’ | Marcatori | 70’ Malinovs'kyj 84’ Gómez |

| Arbitro: | Giacomelli (Trieste) |

|  |           |                         |
|  | Marcatori | 1’ D'Ambrosio 20’ Young |

### Coppa Italia

#### Fase a eliminazione diretta
| Arbitro: | Manganiello (Pinerolo) |

|                        |           |            |
| Cutrone 11’ Lirola 84’ | Marcatori | 67’ Iličić |

### Champions League

#### Fase a gironi
| Arbitro: | Gil Manzano |

|                                |           |  |
| Leovac 10’ Oršić 31’, 42’, 68’ | Marcatori |  |

| Arbitro: | Stieler |

|            |           |                                 |
| Zapata 28’ | Marcatori | 41’ Júnior Moraes 90+5’ Solomon |

| Arbitro: | Grinfeeld |

|                                               |           |                         |
| Agüero 34’, 38’ (rig.) Sterling 58’, 64’, 69’ | Marcatori | 28’ (rig.) Malinovs'kyj |

| Arbitro: | Kul'bakoŭ |

|             |           |             |
| Pašalić 49’ | Marcatori | 7’ Sterling |

| Arbitro: | Karasëv |

|                             |           |  |
| Muriel 27’ (rig.) Gómez 47’ | Marcatori |  |

| Arbitro: | Zwayer |

|  |           |                                       |
|  | Marcatori | 66’ Castagne 80’ Pašalić 90+4’ Gosens |

#### Fase a eliminazione diretta
| Arbitro: | Oliver |

|                                          |           |             |
| Hateboer 16’, 62’ Iličić 42’ Freuler 57’ | Marcatori | 66’ Čeryšev |

| Arbitro: | Hategan |

|                             |           |                                        |
| Gameiro 21’, 51’ Torres 67’ | Marcatori | 3’ (rig.), 43’ (rig.), 71’, 82’ Iličić |

| Arbitro: | Taylor |

|             |           |                                    |
| Pašalić 27’ | Marcatori | 90’ Marquinhos 90+3’ Choupo-Moting |

## Statistiche

### Statistiche di squadra
| Competizione     | Punti | In casa | In casa | In casa | In casa | In casa | In casa | In trasferta | In trasferta | In trasferta | In trasferta | In trasferta | In trasferta | Totale | Totale | Totale | Totale | Totale | Totale | DR  |
| Competizione     | Punti | G       | V       | N       | P       | Gf      | Gs      | G            | V            | N            | P            | Gf           | Gs           | G      | V      | N      | P      | Gf     | Gs     | DR  |
| ---------------- | ----- | ------- | ------- | ------- | ------- | ------- | ------- | ------------ | ------------ | ------------ | ------------ | ------------ | ------------ | ------ | ------ | ------ | ------ | ------ | ------ | --- |
| Serie A          | 78    | 19      | 12      | 2       | 5       | 51      | 26      | 19           | 11           | 7            | 1            | 47           | 22           | 38     | 23     | 9      | 6      | 98     | 48     | +50 |
| Coppa Italia     | -     | -       | -       | -       | -       | -       | -       | 1            | 0            | 0            | 1            | 1            | 2            | 1      | 0      | 0      | 1      | 1      | 2      | -1  |
| Champions League | -     | 4       | 2       | 1       | 1       | 8       | 4       | 4            | 2            | 0            | 2            | 8            | 12           | 9      | 4      | 1      | 4      | 17     | 18     | -1  |
| Totale           | -     | 23      | 14      | 3       | 6       | 59      | 30      | 24           | 13           | 7            | 4            | 56           | 36           | 48     | 27     | 10     | 11     | 116    | 68     | +48 |

### Andamento in campionato
| Giornata  | 1 | 2  | 3 | 4 | 5 | 6 | 7 | 8 | 9 | 10 | 11 | 12 | 13 | 14 | 15 | 16 | 17 | 18 | 19 | 20 | 21 | 22 | 23 | 24 | 25 | 26 | 27 | 28 | 29 | 30 | 31 | 32 | 33 | 34 | 35 | 36 | 37 | 38 |
| --------- | - | -- | - | - | - | - | - | - | - | -- | -- | -- | -- | -- | -- | -- | -- | -- | -- | -- | -- | -- | -- | -- | -- | -- | -- | -- | -- | -- | -- | -- | -- | -- | -- | -- | -- | -- |
| Luogo     | T | C  | T | C | T | T | C | T | C | T  | C  | T  | C  | T  | C  | T  | C  | C  | T  | C  | T  | C  | T  | C  | C  | T  | C  | T  | C  | T  | C  | T  | C  | T  | C  | T  | T  | C  |
| Risultato | V | P  | V | N | V | V | V | N | V | N  | P  | N  | P  | V  | V  | P  | V  | V  | N  | P  | V  | N  | V  | V  | V  | V  | V  | V  | V  | V  | V  | N  | V  | N  | V  | N  | V  | P  |
| Posizione | 4 | 11 | 5 | 6 | 3 | 3 | 3 | 3 | 3 | 3  | 5  | 5  | 6  | 6  | 6  | 6  | 5  | 5  | 4  | 5  | 5  | 4  | 4  | 4  | 4  | 4  | 4  | 4  | 4  | 4  | 3  | 4  | 3  | 3  | 2  | 3  | 3  | 3  |

Fonte:  Serie A - Classifica, su transfermarkt.it, Transfermarkt.
Legenda:

Luogo: C = Casa; T = Trasferta. Risultato: V = Vittoria; N = Pareggio; P = Sconfitta.

### Statistiche dei giocatori
| Giocatore       | Serie A  | Serie A | Serie A     | Serie A    | Coppa Italia | Coppa Italia | Coppa Italia | Coppa Italia | Champions League | Champions League | Champions League | Champions League | Totale   | Totale | Totale      | Totale     |
| Giocatore       | Presenze | Reti    | Ammonizioni | Espulsioni | Presenze     | Reti         | Ammonizioni  | Espulsioni   | Presenze         | Reti             | Ammonizioni      | Espulsioni       | Presenze | Reti   | Ammonizioni | Espulsioni |
| --------------- | -------- | ------- | ----------- | ---------- | ------------ | ------------ | ------------ | ------------ | ---------------- | ---------------- | ---------------- | ---------------- | -------- | ------ | ----------- | ---------- |
| G. Arana        | 4        | 0       | 0           | 0          | -            | -            | -            | -            | 0                | 0                | 0                | 0                | 4        | 0      | 0           | 0          |
| M. Barrow       | 7        | 0       | 0           | 0          | -            | -            | -            | -            | 1                | 0                | 0                | 0                | 8        | 0      | 0           | 0          |
| R. Bellanova    | 1        | 0       | 0           | 0          | -            | -            | -            | -            | -                | -                | -                | -                | 1        | 0      | 0           | 0          |
| M. Caldara      | 14       | 0       | 1           | 0          | 1            | 0            | 1            | 0            | 3                | 0                | 0                | 0                | 18       | 0      | 2           | 0          |
| T. Castagne     | 27       | 1       | 5           | 0          | -            | -            | -            | -            | 6                | 1                | 1                | 0                | 33       | 2      | 6           | 0          |
| E. Colley       | 5        | 0       | 1           | 0          | 0            | 0            | 0            | 0            | -                | -                | -                | -                | 5        | 0      | 1           | 0          |
| A. Cornelius    | -        | -       | -           | -          | -            | -            | -            | -            | -                | -                | -                | -                | -        | -      | -           | -          |
| L. Czyborra     | 1        | 0       | 0           | 0          | -            | -            | -            | -            | -                | -                | -                | -                | 1        | 0      | 0           | 0          |
| J. Da Riva      | 1        | 0       | 0           | 0          | -            | -            | -            | -            | 1                | 0                | 0                | 0                | 2        | 0      | 0           | 0          |
| M. de Roon      | 35       | 2       | 11          | 0          | 1            | 0            | 0            | 0            | 9                | 0                | 3                | 0                | 45       | 2      | 14          | 0          |
| B. Djimsiti     | 34       | 2       | 5           | 0          | 1            | 0            | 1            | 0            | 6                | 0                | 3                | 0                | 41       | 2      | 9           | 0          |
| R. Freuler      | 31       | 2       | 3           | 0          | 1            | 0            | 0            | 0            | 8                | 1                | 3                | 0                | 40       | 3      | 6           | 0          |
| P. Gollini      | 33       | -42     | 3           | 0          | 1            | -2           | 0            | 0            | 7                | -13              | 0                | 0                | 41       | -57    | 3           | 0          |
| A. Gómez        | 36       | 7       | 2           | 0          | 1            | 0            | 0            | 0            | 9                | 1                | 0                | 0                | 46       | 8      | 2           | 0          |
| R. Gosens       | 34       | 9       | 3           | 0          | 1            | 0            | 0            | 0            | 8                | 1                | 1                | 0                | 43       | 10     | 4           | 0          |
| H. Hateboer     | 32       | 0       | 10          | 0          | 1            | 0            | 0            | 0            | 9                | 2                | 2                | 0                | 42       | 2      | 12          | 0          |
| R. Ibañez       | 0        | 0       | 0           | 0          | -            | -            | -            | -            | 1                | 0                | 0                | 0                | 1        | 0      | 0           | 0          |
| J. Iličič       | 26       | 15      | 1           | 1          | 1            | 1            | 0            | 0            | 7                | 5                | 2                | 0                | 34       | 21     | 3           | 1          |
| S. Kjær         | 5        | 0       | 2           | 0          | -            | -            | -            | -            | 1                | 0                | 0                | 0                | 6        | 0      | 2           | 0          |
| R. Malinovs'kyj | 34       | 8       | 7           | 1          | 1            | 0            | 0            | 0            | 9                | 1                | 1                | 0                | 44       | 9      | 8           | 1          |
| A. Masiello     | 7        | 0       | 1           | 0          | 1            | 0            | 0            | 0            | 4                | 0                | 1                | 0                | 12       | 0      | 2           | 0          |
| L. Muriel       | 34       | 18      | 1           | 0          | 1            | 0            | 0            | 0            | 6                | 1                | 1                | 0                | 41       | 19     | 2           | 0          |
| J. Palomino     | 30       | 2       | 5           | 0          | 1            | 0            | 0            | 0            | 7                | 0                | 1                | 0                | 38       | 2      | 6           | 0          |
| M. Pašalić      | 35       | 9       | 6           | 0          | 1            | 0            | 0            | 0            | 9                | 3                | 1                | 0                | 45       | 12     | 7           | 0          |
| M. Pessina      | -        | -       | -           | -          | -            | -            | -            | -            | -                | -                | -                | -                | -        | -      | -           | -          |
| R. Piccoli      | 1        | 0       | 0           | 0          | -            | -            | -            | -            | -                | -                | -                | -                | 1        | 0      | 0           | 0          |
| A. Reca         | -        | -       | -           | -          | -            | -            | -            | -            | -                | -                | -                | -                | -        | -      | -           | -          |
| F. Rossi        | 1        | -1      | 0           | 0          | 0            | -0           | 0            | 0            | -                | -                | -                | -                | 1        | -1     | 0           | 0          |
| M. Škrtel       | 0        | 0       | 0           | 0          | -            | -            | -            | -            | -                | -                | -                | -                | 0        | 0      | 0           | 0          |
| M. Sportiello   | 6        | -5      | 0           | 0          | 0            | -0           | 0            | 0            | 2                | -5               | 0                | 0                | 8        | -10    | 0           | 0          |
| B. Šutalo       | 7        | 0       | 1           | 0          | -            | -            | -            | -            | -                | -                | -                | -                | 7        | 0      | 1           | 0          |
| A. Tameze       | 7        | 0       | 0           | 0          | -            | -            | -            | -            | 2                | 0                | 0                | 0                | 9        | 0      | 0           | 0          |
| R. Tolói        | 33       | 2       | 11          | 0          | 0            | 0            | 0            | 0            | 7                | 0                | 4                | 0                | 40       | 2      | 15          | 0          |
| A. Diallo       | 3        | 1       | 0           | 0          | 0            | 0            | 0            | 0            | -                | -                | -                | -                | 3        | 1      | 0           | 0          |
| L. Valzania     | -        | -       | -           | -          | -            | -            | -            | -            | -                | -                | -                | -                | -        | -      | -           | -          |
| M. Varnier      | -        | -       | -           | -          | -            | -            | -            | -            | -                | -                | -                | -                | -        | -      | -           | -          |
| D. Zapata       | 28       | 18      | 1           | 0          | 0            | 0            | 0            | 0            | 5                | 1                | 1                | 0                | 33       | 19     | 2           | 0          |